# 2 Hearts
Para el artículo sobre la canción de Phil Collins, véase Two Hearts.
«2 Hearts» —en español: «Dos corazones»— es una canción de la cantante australiana Kylie Minogue de su décimo álbum de estudio X. Fue escrita y producida por el grupo británico Kish Mauve, quienes anteriormente también habían grabado la canción. Se convirtió en el primer sencillo lanzado por Minogue desde que se le diagnosticó cáncer de mama en 2005. En la gira posterior, KylieX2008, Minogue interpretaba «2 Hearts» en uno de los siete actos en que se dividió, el denominado Xposed.
«2 Hearts» fue el primero de cuatro sencillos promocionales de X, lanzados en 2007. Convirtiéndose en un éxito comercial, logró llegar a las primeras cuarenta posiciones de las listas de popularidad en algunos países y las encabezó en Australia, España y Taiwán.

## Antecedentes y lanzamiento
En 2006, Minogue comenzó a grabar el material discográfico en Londres (Inglaterra), para su primer álbum desde que fue diagnosticada con cáncer de mama en mayo de 2005. 
«2 Hearts» fue escrita y grabada originalmente por el grupo de electro-pop Kish Mauve, quienes le dieron y produjeron la canción a la cantante. Minogue describió las sesiones de grabación con Kish Mauve como “muy placenteras”.

Me encantó la canción desde el momento en que la escuché.
Kylie Minogue.

La canción y sus remezclas se filtraron en Internet un mes antes de su realización oficial. «2 Hearts» fue lanzado en varios formatos en todo el mundo. Si bien en la mayoría de los países sólo se encontraban disponibles el CD y la descarga digital, en Reino Unido fue lanzada una versión especial en disco de vinilo.

## Recepción crítica

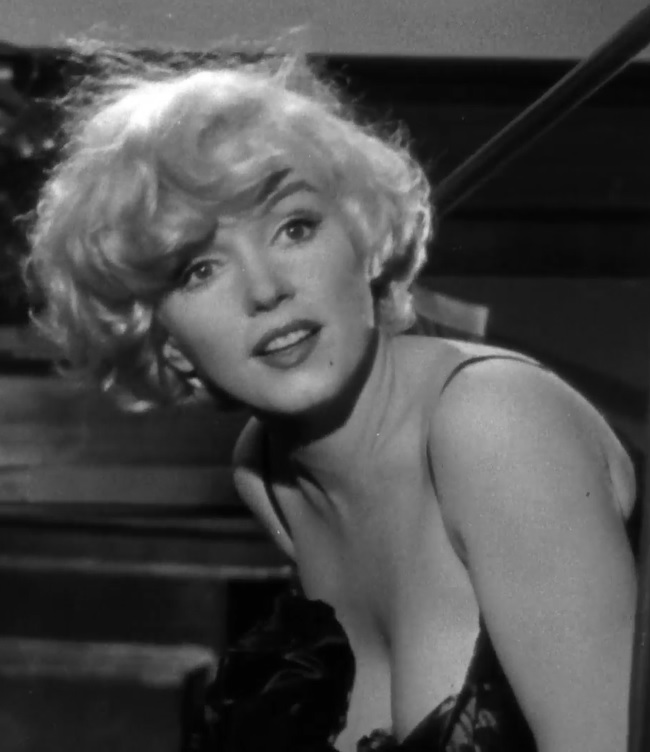
Para el vídeo musical, Minogue se inspiró en la actriz Marilyn Monroe.

«2 Hearts» recibió una gran variedad de comentarios por parte de los críticos de la música pop. Victoria Newton, en una entrevista para The Sun, describió la canción como “un número uno seguro”, señalando que tendría el mismo éxito de “Can't Get You out of My Head”. El crítico Tom Ewing la comparó con la música de Goldfrapp y en un artículo para la revista Pitchfork escribió, “«2 Hearts» tiene un estilo y unos movimientos extrovertidos que saben expresar sus propias fortalezas”.
Sin embargo, Sarah Walters del Manchester Evening News no estuvo tan impresionada, comentando que “se requieren más que unos simples wooh's para hacer exitoso y memorable un sencillo”. El crítico musical Alex Denney tildó la canción como “una decepción”, afirmando que “se trata solo de una mala mezcla del elegante estilo burlesque de Christina Aguilera y de los géneros eléctricos de Alison Goldfrapp y Feist”.
La revista Rolling Stone ubicó a «2 Hearts» en la posición número noventa y tres en su lista de “las 100 mejores canciones de 2007”, a pesar de que esta aún no había sido lanzada en los Estados Unidos. También se ubicó en la cuadragésima posición de “las 50 canciones de 2007” de la revista Stylus Magazine.

## Vídeo musical

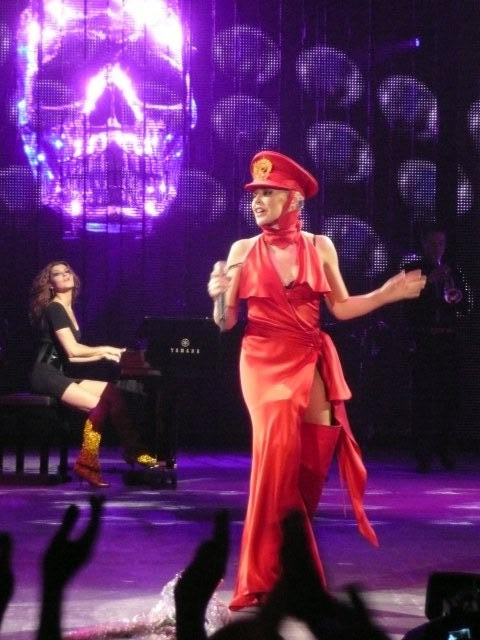
Minogue cantando «2 Hearts» en su gira promocional KylieX2008.

El vídeo musical de «2 Hearts» fue dirigido por Dawn Shadforth y filmado en los estudios Shepperton, en Londres (Inglaterra). En el vídeo, Minogue aparece con un vestido de látex negro, el cabello rubio y crespo y los labios pintados de labial rojo, en un estilo muy similar al de Marilyn Monroe en Some Like It Hot; detrás de ella se encuentra la banda tocando la canción. El vídeo comienza con la intérprete actuando sobre un piano y concluye en un escenario lleno de colores y confeti a su alrededor.
Minogue se inspiró en la discoteca londinense BoomBox, donde actuó como DJ durante la semana de la moda. Los trajes usados por Minogue y su banda fueron diseñados por Gareth Pugh y Christopher Kane. El video se estrenó en el canal GMTV, el 10 de octubre de 2007.

## Listas de popularidad
En el Reino Unido, «2 Hearts» fue estrenada en la radio oficialmente el 10 de noviembre de 2007. La canción debutó un día después en la lista UK Singles Chart, en la posición número doce, mientras que alcanzó su apogeo en la semana siguiente, en el número cuatro. En total se mantuvo durante trece semanas en toda la lista. En la lista de popularidad de sencillos irlandesa, ingresó en la posición número veintinueve y en la semana siguiente logró su apogeo en el número doce. En total se mantuvo durante dieciséis semanas en la lista.
En otros lugares, «2 Hearts» fue un gran éxito, alcanzando el número uno en España y Taiwán y los cinco primeros puestos en Italia y Suecia. Pero también consiguió ser número 1 en Israel, Hong Kong, Ucrania y Croacia Airplay. En Australia, la canción ingresó en la primera posición de la lista Australian Singles Chart, convirtiéndose en el décimo sencillo de Minogue en ocupar el puesto número uno en su país natal. Allí, el sencillo vendió 6.142 copias. En total se mantuvo durante seis semanas en la lista.

## Formatos y listas de canciones del sencillo
El sencillo fue lanzado a nivel mundial en las siguientes presentaciones:
| Descarga digital (Realizado el 4 de noviembre de 2007) 1. «2 Hearts» Sencillo para Reino Unido #1 (Catálogo: CDR6751; Realizado el 12 de noviembre de 2007) 1. «2 Hearts» 2. “I Don't Know What It Is” (Rob Davis, Paul Harris, Minogue, Julian Peake y Richard Stannard) Sencillo para Reino Unido #2 (Catálogo: CDRS6751; Realizado el 12 de noviembre de 2007) 1. «2 Hearts» 2. «2 Hearts» (Remezclado por Alan Braxe) 3. “King or Queen” (Kurstin, Minogue, Poole) 4. «2 Hearts» (Video musical) Sencillo de 12" pulgadas para Reino Unido (Catálogo: 12R6751; Realizado el 12 de noviembre de 2007) 1. «2 Hearts» 2. «2 Hearts» (Remezclado por Alan Braxe) 3. «2 Hearts» (Remezclado por Studio) Sencillo para Australia (Catálogo: 5144245992; Realizado el 10 de noviembre de 2007) 1. «2 Hearts» 2. «2 Hearts» (Remezclado por Alan Braxe) 3. “King or Queen” 4. “I Don't Know What It Is” 5. «2 Hearts» (Video musical) Sencillo para Rusia (Realizado el 18 de noviembre de 2007) 1. «2 Hearts» 2. “I Don't Know What It Is” | Descarga digital por MSN en Reino Unido #1 (Realizado el 4 de noviembre de 2007) 1. «2 Hearts» 2. “I Don't Know What It Is” 3. «2 Hearts» (Versión extendida por Harris & Masterson) Descarga digital por MSN en Reino Unido #1 (Realizado el 4 de noviembre de 2007) 1. «2 Hearts» (Remezclado por Alan Braxe) 2. “King or Queen” 3. «2 Hearts» (Remezclado por Studio) Sencillo promocional para Reino Unido #1 (Realizado en 2007) 1. «2 Hearts» Sencillo promocional para Reino Unido #1 (Realizado en 2007) 1. «2 Hearts» (Remezclado por Alan Braxe) 2. «2 Hearts» (Remezcla doble de Alan Braxe) 3. «2 Hearts» (Remezclado por Studio) 4. «2 Hearts» (Remezclado por Mark Brown Pacha Ibiza Upper Terrace) 5. «2 Hearts» (Versión a capela) Disco de vinilo promocional de 12" pulgadas para Reino Unido (Realizado en 2007) 1. «2 Hearts» (Remezclado por Alan Braxe) 2. «2 Hearts» (Remezclado por Mark Brown Pacha Ibiza Upper Terrace) 3. «2 Hearts» (Remezclado por Kish Mauve) 4. «2 Hearts» (Versión original) 5. «2 Hearts» (Versión extendida por Paul Harris) |

## Posicionamiento en las listas
| País      | Lista                        | Posición |
| --------- | ---------------------------- | -------- |
| Alemania  | German Singles Chart         | 13       |
| Asia      | Channel V Asia               | 1        |
| Australia | Australian Singles Chart     | 1        |
| Austria   | Austrian Singles Chart       | 14       |
| Bélgica   | Belgian Singles Chart        | 25       |
| Bulgaria  | Bulgaria Singles Top 40      | 4        |
| Canadá    | Canadian Hot 100             | 6        |
| Canadá    | Canadian Hot Digital Singles | 70       |
| Chile     | Chilean Singles Chart        | 49       |
| Dinamarca | Danish Singles Chart         | 14       |
| España    | Spanish Singles Chart        | 1        |
| Europa    | Euro Digital Tracks          | 10       |
| Europa    | European Hot 100 Singles     | 3        |
| Francia   | French Singles Chart         | 15       |
| Grecia    | Greek Singles Chart          | 1        |

| País          | Lista                   | Posición |
| ------------- | ----------------------- | -------- |
| Global        | Global Dance Tracks     | 3        |
| Irlanda       | Irish Singles Chart     | 12       |
| Italia        | Italian Singles Chart   | 2        |
| Japón         | Japan Singles Chart     | 3        |
| México        | México Top 100          | 56       |
| Noruega       | Norwegian Singles Chart | 6        |
| Nueva Zelanda | RIANZ Singles Chart     | 3        |
| Países Bajos  | Dutch Top 40            | 29       |
| Portugal      | Portugal Top 20         | 1        |
| Reino Unido   | UK Singles Chart        | 4        |
| Rumania       | Romanian Singles Chart  | 18       |
| Rusia         | Russian Airplay Chart   | 50       |
| Suecia        | Swedish Singles Chart   | 3        |
| Suiza         | Swiss Singles Chart     | 10       |
| Tailandia     | Thailand Singles Chart  | 17       |
| Taiwán        | Taiwan Singles Chart    | 1        |

## Créditos
Los créditos de producción y remesclas de «2 Hearts» se le atribuyen a las siguientes personas:
- Kylie Minogue - voz principal.
- Kish Mauve - producción.
- Dave Bascombe - mezclas.
- Geoff Pesche - masterización.